# Macadam

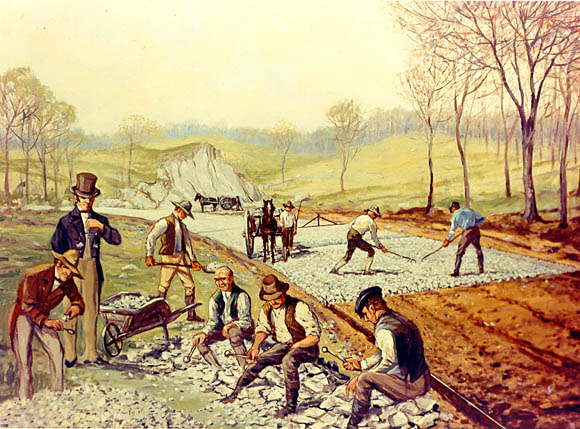
Construcció de la primera carretera de macadam en Estats Units d'Amèrica (1823)

Macadam (mot derivat de l'anglès macadam que prové del nom propi del seu inventor, John Loudon McAdam, l'inventor d'aquest procés de construcció de carreteres) és un material de construcció constituït d'un conjunt d'àrids, de granulometria discontínua, obtingut en estendre i compactar un àrid gruixut del qual els buits s'omplen amb un àrid fi anomenat enceball. L'àrid gruixut prové de pedra de pedrera, picada i triturada o de grava natural; la grava natural ha de contenir, com a mínim, un setanta-cinc per cent, en pes, d'elements picats que presentin dues o més cares de fractura. L'àrid es compon d'elements nets, sòlids, uniformes i resistents, exempts de pols, brutícia, argila o altres matèries estranyes.
L'enceball, o àrid fi, serà una sorra natural, sòl seleccionat, detritus de trituració o un material local, no serà plàstic i la sorra serà superior al trenta per cent.